# Apácahantmadár
Az apácahantmadár (Oenanthe pleschanka) a madarak osztályának verébalakúak (Passeriformes) rendjéhez és a légykapófélék (Muscicapidae) családjához tartozó faj.

## Rendszerezése
A fajt Ivan Lepekhin orosz ornitológus írta le 1789-ben, a Motacilla nembe Motacilla pleschanka néven.

## Előfordulása
Bulgáriában, a Fekete-tenger partvidékén, a Kaukázustól Kínáig fészkel. Ázsiai hegyekben 1000-2500 méter magasságban is megtalálható. Őszi vonulása szeptemberben kezdődik, eljut Indiába és Afrikába is. Természetes élőhelyei a nyílt, száraz lejtők és sziklás hegyoldalak.

### Kárpát-medencei előfordulása
Magyarországon ritka kóborló.  A Magyar Madártani és Természetvédelmi Egyesület adatbázisa szerint Magyarországon csupán hat alkalommal sikerült megfigyelni, legutóbb 2019 júliusában, Kecskemét mellett tűnt fel, 1971 óta először.

## Megjelenése
Testhossza 14 centiméter, szárnyfesztávolsága 25–27 centiméter, testtömege pedig 12–23 gramm. A hím arca, nyaka és szárnya fekete, a tojóé barna, hasuk világos.
|  |  |

## Életmódja
Gerinctelenekkel, főleg hangyákkal és bogarakkal táplálkozik, ősszel gyümölcsöket is fogyaszt.

## Szaporodása

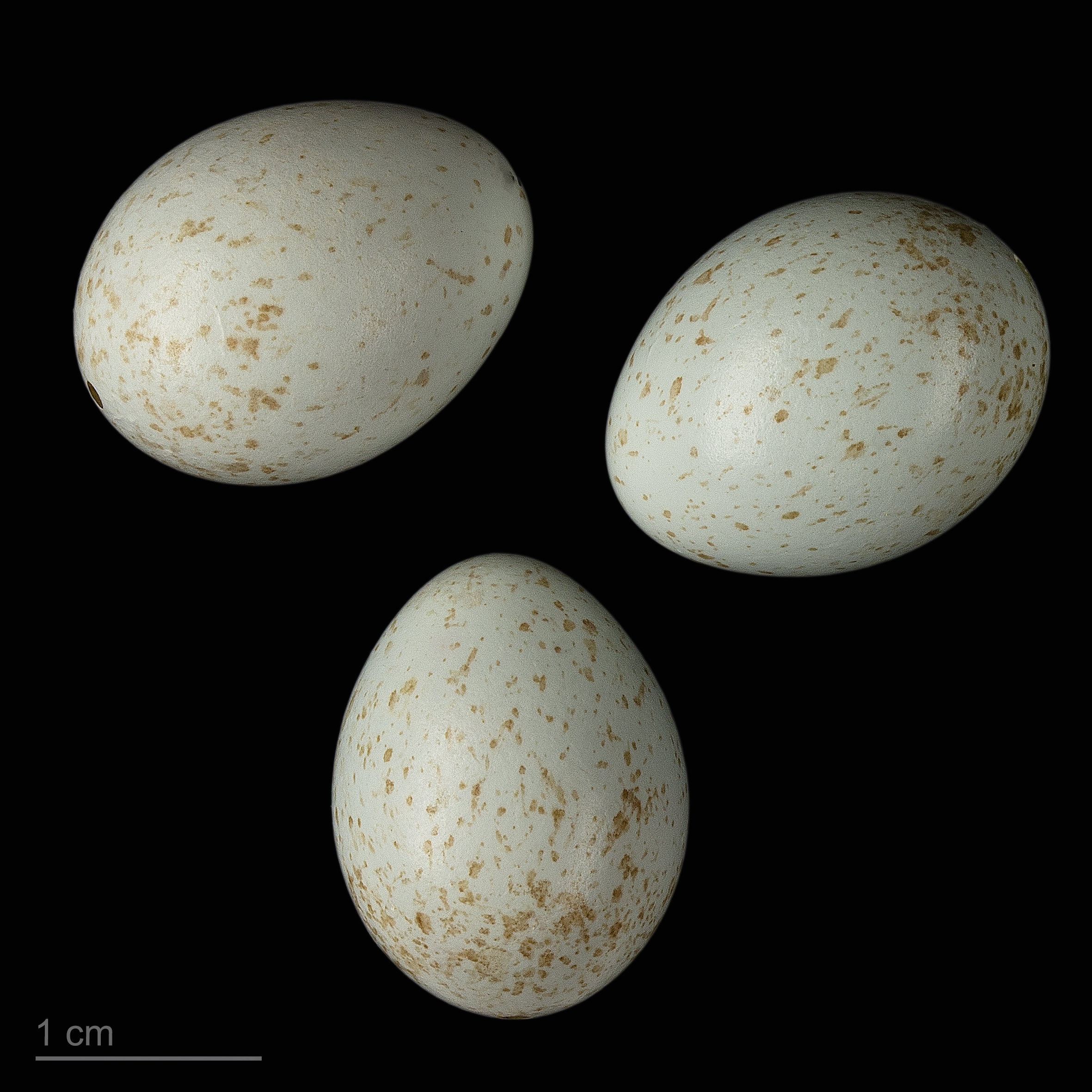
Oenanthe pleschanka

A csésze alakú fészket a tojó készíti fűszálakból, amit szőrszálakkal bélel ki. Fészekalja 4-6 tojásból áll, melyen 13-14 napig kotlik. A kikelt fiókák még 13-14 napot töltenek a fészekben, majd a sziklák között rejtőzködnek.

## Természetvédelmi helyzete
Az elterjedési területe rendkívül nagy, egyedszáma nagy és stabil. A Természetvédelmi Világszövetség Vörös listáján nem fenyegetett fajként szerepel. Magyarországon védett, természetvédelmi értéke 25 000 forint.